# 19873 Chentao
19873 Chentao è un asteroide della fascia principale. Scoperto nel 1960, presenta un'orbita caratterizzata da un semiasse maggiore pari a 2,8936945 au e da un'eccentricità di 0,0307713, inclinata di 3,10239° rispetto all'eclittica.
L'asteroide è dedicato all'astronomo amatoriale cinese Chen Tao.